# سیارک ۴۷۴۰
سیارک ۴۷۴۰ (به انگلیسی: 4740 Veniamina، نامگذاری:1985UV4) چهار هزار و هفتصد و چهلمین سیارک کشف شده‌است که در ۲۲ اکتبر ۱۹۸۵ کشف شد.
قدر مطلق سیارک برابر ۱۳٫۱۰ است.